# Attribution publicitaire
Pour les articles homonymes, voir Attribution.
 (février 2025).
Si vous disposez d'ouvrages ou d'articles de référence ou si vous connaissez des sites web de qualité traitant du thème abordé ici, merci de compléter l'article en donnant les références utiles à sa vérifiabilité et en les liant à la section « Notes et références ».
L’attribution publicitaire, ou plus simplement l’attribution, est la capacité d'une personne ou d'un public ayant été exposé à une publicité à en reconnaître l'émetteur, c'est-à-dire l'annonceur à l'origine du message. On calcule généralement un score d'attribution en calculant la proportion de personnes en mesure d'identifier la marque ou l'enseigne présentées par rapport au nombre total de celles qui ont vu ou entendu la réclame.